# Espantalho (DC Comics)
Espantalho é um supervilão das histórias em quadrinhos publicadas pela DC Comics. Criado pelo escritor Bill Finger e pelo desenhista Bob Kane, sua estreia se deu na World's Finest Comics #3 (setembro de 1941). O Espantalho é um dos inimigos mais duradouros do super-herói Batman e pertence ao coletivo de adversários que compõem sua galeria de vilões.
Em suas aparições nos quadrinhos, Espantalho é o alter ego de Dr. Jonathan Crane, um professor de psicologia que comete crimes. Vítima de abusos e de bullying em sua juventude, torna-se obcecado pelo estudo do medo e desenvolve uma droga alucinógena—chamada de "toxina do medo"—para aterrorizar Gotham City e explorar as fobias do vigilante Batman. Como o autoproclamado "mestre do medo", os crimes do Espantalho não decorrem de um desejo comum de riqueza ou poder, mas de um prazer sádico em submeter outros às suas experiências de manipulação do medo. Tal qual o boneco que lhe dá nome, o Espantalho utiliza uma máscara de serapilheira que serve como característica do personagem.

## Aliados e inimigos

### Aliados
- Silêncio
- Coringa
- Pinguim

### Inimigos
- Batman
- Caçadora
- Robin
- Azrael

## Histórias clássicas do Espantalho
- Batman: O Longo Dia das Bruxas (1998)
- Batman: Silêncio (2003)
- Batman: O Voo do Corvo (2004)

Na saga O Voo do Corvo, ao ser supostamente morto pelo Pinguim, ele ressuscita em forma de um verdadeiro monstro, voltando ao normal após uma luta com Batman.

## Séries e filmes

### Animação
Sua primeira aparição fora das histórias em quadrinhos se deu em um episódio de The Batman/Superman Hour, em 1968.  Mais tarde fez parte da Legião do Mal de Lex Luthor em Superamigos.
Em Batman: A Série Animada, o Espantalho é mostrado com um frio psicopata que tem prazer em causar medo, com um visual mais fiel às histórias. Na continuação desse desenho, The New Adventures of Batman, ele muda de métodos, usando um gás capaz de fazer o indivíduo enfrentar seu maior medo. Também aparece em um episódio de Batman: The Brave and the Bold.
No DVD animado Batman: Gotham Knight.

### Cinema
O Espantalho apareceria em Batman Triumphant, a continuação de Batman & Robin, mas o filme acabou não saindo do papel.
Nos filmes de Batman dirigidos por Christopher Nolan, o doutor Jonathan Crane/Espantalho é interpretado pelo ator irlandês Cillian Murphy. Em Batman Begins é um dos antagonistas principais, com seu soro do medo sendo disseminado pela Liga das Sombras de Ra's Al Ghul por Gotham para incentivar os cidadãos a se destruírem. Em The Dark Knight,  aparece no começo do filme vendendo sua droga antes de ser preso por Batman. Em The Dark Knight Rises, após ser libertado da cadeia por Bane torna-se juiz de uma farsa jurídica para os outrora ricos e poderosos de Gotham.

### Televisão
Na série Gotham, quem estudou o medo foi seu pai Gerald Crane (Dr. Crane), fez todos os estudos sobre o medo e uma tese e a colocou em prática após remover a glândula que elimina adrenalina de suas vitimas, primeiro aplicou em si próprio a formula densa de medo e depois aplicou uma forma de antídoto (composto de hormônios condensandos, cortisol, adrenalina e outro composto não identificado) que posteriormente aplicaria em seu filho amedrontado Jonathan Crane interpretado por Charlie Tahan. Sua mãe Karen Crane morreu em um incêndio em um andar acima do prédio onde ele e seu pai estavam.
Na série Titans da Netflix é o arquinimigo na terceira temporada, lançada em outubro de 2021, e é interpretado pelo ator Vincent Kartheiser.

## Video games

### Aparições menores
- O Espantalho é um chefe no jogo de Game Boy Batman: The Animated Series.
- O Espantalho aparece como chefe em The Adventures of Batman & Robin . Na fase "se por acaso grite", onde espantalho utiliza um dirigível para obter sua vingança sobre State University Gotham. Ele planeja pulverizar o gás de medo no ar usando o dirigível, de modo que ele pode se transformar cidadãos de Gotham sobre os criminosos, mas ele é mais tarde derrotado por Batman.
- O Espantalho aparece como chefe em Batman: Rise of Sin Tzu, dublado por Jeffrey Combs.
- o Espantalho aparece no jogo Batman Begins como um chefe.
- O Espantalho aparece em DC Universe Online , dublado por Christopher S. campo.
- O Espantalho aparece em Injustice: Gods Among Us na arena do Asilo Arkham, onde se você lançar seu adversário na cela à direita do mapa, o Espantalho aparece e infecta o jogador adversário com o gás do medo, causando dano no mesmo.

- O Espantalho aparece em Lego Batman: The Video Game como chefe em uma batalha aérea e como personagem jogável.
- O Espantalho aparece em Lego Batman 2: DC Super Heroes como chefe e personagem desbloqueável.
- O Espantalho aparece no jogo Lego Batman 3: Beyond Gotham na dlc o cavaleiro das trevas.
- Em 2018, o Espantalho aparece, como personagem jogável, em Lego DC Super Villains.
- O Espantalho aparece como um personagem jogável em Injustice 2, dublado por Robert Englund. Nas em 2 fases.

### Batman Arkham Asylum
Espantalho aparece em Batman: Arkham Asylum , dublado por Dino Andrade. Jonathan Crane inicialmente não foi revelado como parte do elenco, com sua aparência significava para surpreender os jogadores. Ele tem várias agulhas hipodérmicas laranja fluorescente amarrados aos dedos da mão direita que ele usa para injetar sua toxina medo, e usa um capuz sobre sua máscara de Espantalho, que tem máscara de gás para impedir que ele respire o gás do medo Ele usa um par de calças rasgadas e está sem camisa, revelando sua figura magra. No jogo, ele aparece várias vezes, usando sua toxina medo para fazer Batman ter experiências de alucinações. Espantalho, eventualmente, foge para baixo ao covil de crocodilo, onde ele pretende despejar sua toxina mais potente para o abastecimento de água de Gotham para fazer a cidade ir a loucura. No entanto, Crococodilo de repente ataca Espantalho, vendo Crane como alimento e o lança na agua. Em um dos três finais pós-créditos, a mão de Espantalho é vista emergindo da água e agarrando uma caixa de produtos químicos Titan

#### Batman Arkham Knight
O Espantalho é o grande vilão do jogo Em Arkham Knight, e ameaça toda a cidade de Gotham de liberar sua toxina causadora de terror na mente de quem é afetado.
O primeiro surto começa quando um policial em uma lanchonete vai pedir para que um homem que estava sentando sozinho parasse de fumar no local, sendo que este homem era o Espantalho ou um capanga do próprio, o policial é afetado pela toxina e começa a imaginar monstros dentro do local em que estava e mata quase todos, sendo que estes monstros eram na verdade pessoas. Depois desse incidente, o Espantalho passa a exibir um anúncio de que iria liberar essa mesma toxina em Gotham levando-a ao caos. Em menos de 24 horas toda a cidade é evacuada, sobrando apenas alguns grupos de policias, sendo que todos os bandidos ali presentes, porém inativos, voltam a tomar controle de Gotham.